# Duché de Palatinat-Neubourg
1505–1808
Entités précédentes :
- Palatinat du Rhin
- Duché de Bavière-Landshut
- Palatinat-Simmern

Entités suivantes :
- Royaume de Bavière

Le duché de Palatinat-Neubourg (Herzogtum Pfalz-Neuburg en allemand), parfois aussi appelé le Nouveau Palatinat (Junge Pfalz), est un État du Saint-Empire romain germanique qui a été créé en 1505 à la suite de la guerre de Succession de Landshut et intégré en 1808 dans le royaume de Bavière. Neubourg-sur-le-Danube fut choisie comme capitale.   

## Histoire
Le duché est créé en 1505 pour les deux fils de Robert de Palatinat (fils du comte-électeur Philippe Ier du Palatinat) et d'Élisabeth de Bavière-Landshut : Othon-Henri et Philippe ; n'ayant pu hériter de la totalité des terres de leur grand-père maternel (le dernier duc de Bavière-Landshut, Georges le Riche) les deux princes reçoivent en compensation des terres indivises dans le nord de l'ancien duché qui deviendront le Palatinat-Neubourg.   
Philippe est évincé par son frère qui règne seul à partir de 1541. La mort de leur oncle Frédéric II, en 1556, permet à Othon-Henri de devenir électeur palatin. À la mort de l'électeur Othon-Henri en 1559, ses possessions sont partagées lors du traité de Heidelberg : le Palatinat revient à la lignée des Palatinat-Simmern et le duché de Palatinat-Neubourg à Wolfgang de Bavière, déjà duc de Deux-Ponts.  

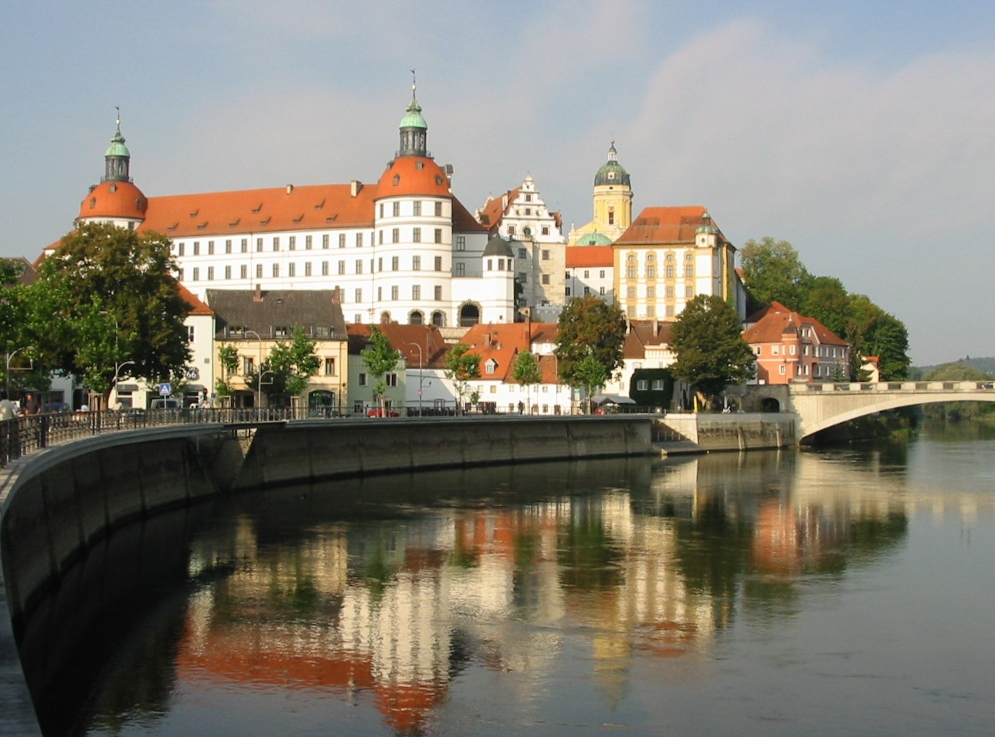
Le palais des ducs de Neubourg sur le Danube

Le duché est partagé à deux occasions. En 1569, à la mort de Wolfgang de Bavière, ses possessions sont partagées entre ses fils. Le comte palatin de Soulzbach n'ayant pas eu d'héritiers, le duché est réunifié en faveur de Philippe-Louis de Neubourg, fils de Wolfgang de Bavière), en 1604.  
La deuxième partition a lieu en 1614 à la mort du duc Philippe-Louis. Soulzbach est à nouveau séparée du reste du duché pour constituer un comté en faveur d'Auguste de Palatinat, fils cadet de Philippe-Louis. Le reste du duché revient alors à Wolfgang-Guillaume de Neubourg, fils aîné de Philippe-Louis, ainsi que les duchés de Juliers et de Berg. Le duché passe à la Réforme en 1543, mais revient dans le giron catholique en 1617, ce qui lui évite d'être ravagé pendant la guerre de Trente Ans. 
La branche des ducs de Palatinat-Soulzbach définitivement séparée des ducs de Palatinat-Neubourg, ceux-ci héritent du Palatinat électoral à l'extinction de la branche de Palatinat-Simmern, qui survient à la mort de Charles II du Palatinat en 1685 : alors Philippe-Guillaume de Neubourg, duc de Palatinat-Neubourg, de Juliers et de Berg, fils de Wolfgang-Guillaume de Neubourg, devient électeur palatin. Sa sœur aînée ayant épousé l'empereur en 1676, ses cadettes épouseront le roi d'Espagne, le roi du Portugal et le duc de Parme, de sorte que le sang des Neubourg irriguera les veines de tous les princes et princesses catholiques. La lignée des ducs de Palatinat-Neubourg s'éteint en 1742, et toutes les possessions de cette branche (Palatinat électoral, Palatinat-Neubourg, Juliers et Berg) reviennent à la branche cadette des ducs de Sulzbach : l'électeur Charles-Théodore de Bavière. En 1777, la mort sans héritier mâle de l'électeur Maximilien III Joseph de Bavière, après des tentatives d'échanges territoriaux avec la maison d'Autriche, permet la réunion de la quasi-totalité des terres de la maison de Bavière sous un seul sceptre. L'ensemble de ces principautés passe à nouveau dans une branche cadette en 1799 (les Palatinat-Deux-Ponts-Birkenfeld-Bischwiller, avec Maximilien), qui donnera la lignée des rois de Bavière. En 1808, le duché est finalement intégré dans le nouveau royaume de Bavière.

## Comtes palatins de Neubourg
- 1505-1541 : 
  - Othon-Henri du Palatinat
  - Philippe du Palatinat-Neubourg

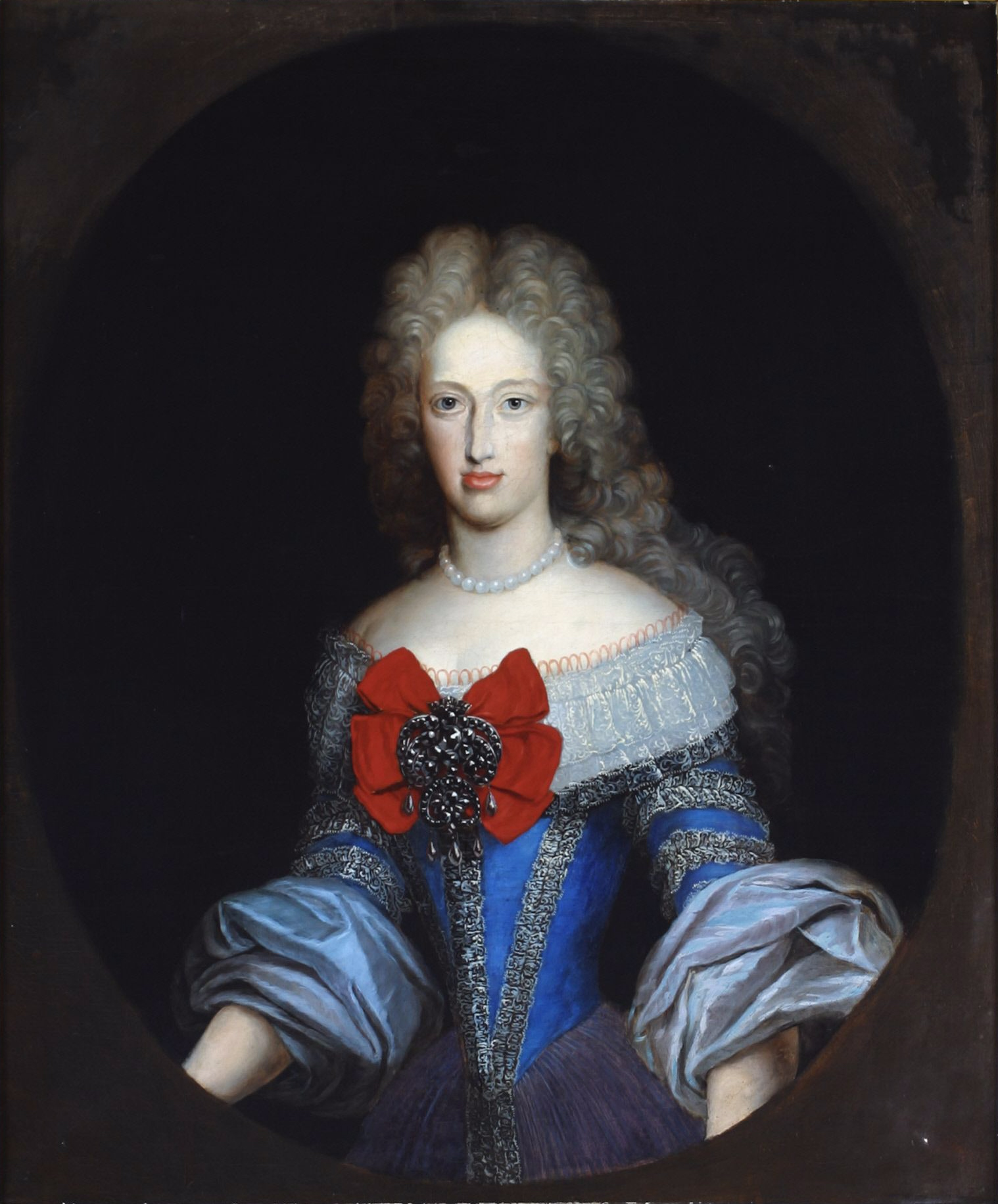
Marie-Anne de Neubourg, reine d'Espagne, dont la vie inspira le Ruy Blas de Victor Hugo.

- 1541-1559 : Othon-Henri du Palatinat
- 1559-1569 : Wolfgang de Bavière
- 1569-1614 : Philippe-Louis de Neubourg
- 1614-1653 : Wolfgang-Guillaume de Neubourg
- 1653-1690 : Philippe-Guillaume de Neubourg[5]
- 1690-1716 : Jean-Guillaume de Neubourg-Wittelsbach
- 1716-1742 : Charles III Philippe du Palatinat
- 1742-1799 : Charles-Théodore de Bavière